# 左小祖咒在地安门
《左小祖咒在地安门》是左小祖咒的专辑，发行于2001年11月11日。

## 专辑简介
2001年11月11日，左小祖咒的第三张专辑《左小祖咒在地安门》由京文嚎叫唱片发行，这是继他与“NO”乐队1999年《走失的主人》、2000年《庙会之旅》后又一张重要专辑。同年12月由台湾直接流行唱片公司发行海外版。

## 专辑目录
1. 爱的劳工
2. 代表
3. 黄泉大道
4. 一块玻璃板
5. 的
6. 弟弟
7. 美术鸡
8. 不孕高手
9. 招牌